# Kinna samrealskola
Kinna samrealskola var en realskola i Kinna verksam från 1935 till 1965.

## Historia
Skolan ombildades 1 januari 1935 från en högre folkskola, inrättad 1930, till en kommunal mellanskola. Denna ombildades från 1944 successivt till Kinna samrealskola. 
Realexamen gavs från 1935 till 1965.
Skolbyggnaden till 1961 används numera av Strömskolan. Efter 1961 användes en annan byggnad som numera är Lyckeskolan.